# Geelvinkboshoen
Het geelvinkboshoen (Megapodius geelvinkianus) is een vogel uit de familie grootpoothoenders (Megapodiidae). De wetenschappelijke naam van de soort is voor het eerst geldig gepubliceerd in 1874 door Adolf Bernard Meyer. Echter, tot in de jaren 1990 werd de soort beschouwd als een ras of ondersoort van het zwart boshoen (Megapodius freycinet). Het is een endemische vogelsoort uit Nieuw-Guinea.

## Voorkomen en leefgebied
Het geelvinkboshoen komt voor in Papoea (Indonesië) op de Schouteneilanden (Biak, Numfor, Mios Korwar, Supiori en Manim) in de Geelvinkbaai.
Er is weinig exact bekend over de habitatvoorkeur, gewoonten en foerageergedrag van dit grootpoothoen. Er zijn alleen anekdotische waarnemingen en die komen uit bosgebieden, secondair bos, gebieden met zowel droog als riviergeleidend struikgewas. Waarschijnlijk begraaft 'het geelvinkboshoen net als andere grootpoothoenders, zijn eieren in speciale nesthopen in wegrottende wortels van bomen.

## Beschermingsstatus
De soort wordt bedreigd door de gewoonte van de plaatselijke bevolking om de eieren op te graven, jacht en de introductie van roofdieren die oorspronkelijk op deze eilanden niet voorkwamen. Veel van het oerwoud op Biak en Numfor is gekapt en omgezet in landbouwgebied. Ontoegankelijk bos dat ligt in een kalksteengebied op Supiori wordt mogelijk een reservaat en oord voor ecotoerisme waarin deze vogel volledig kan worden beschermd. Op de Rode Lijst van de IUCN heeft de soort de status gevoelig.